# Xenopus itombwensis
Xenopus itombwensis är en groddjursart som beskrevs av Ben J. Evans, Timothy F. Carter, Martha Louise Tobias, Darcy B. Kelley, Robert Hanner och Richard C. Tinsley 2008. Xenopus itombwensis ingår i släktet Xenopus och familjen pipagrodor. IUCN kategoriserar arten globalt som akut hotad. Inga underarter finns listade i Catalogue of Life.
Arten finns i Itombwe i Södra Kivu i Kongo-Kinshasa. Den räknas som systerart till Xenopus wittei med de skiljer bland annat i lockläte.